# Gerhard Domagk
Gerhard Johannes Paul Domagk (Lagow 1895. október 30. – Königsfeld im Schwarzwald, 1964. április 24.) német patológus, bakteriológus. 1939-ben neki ítélték az orvostudományi Nobel-díjat az első kereskedelmi forgalomba is kerülő antibiotikumok, a szulfonamidok felfedezéséért. A náci párt kényszerítette, hogy lemondjon a díjról, csak a második világháború után 1947-ben kapta meg az érmet és az oklevelet.  

## Élete
Gerhard Domagk 1895. október 30-án született a brandenburgi Lagow városkában (ma Łagów Lengyelországban). 14 éves koráig Sommerfeldben járt iskolába, ahol apja volt az igazgatóhelyettes. Anyja, Martha Reimer brandenburgi parasztlány volt, aki Sommerfeldben élt 1945-ig, amikor kikergették otthonából és a menekülttáborban éhenhalt.
Domagk a középiskola elvégzése után a Kieli Egyetemen orvosnak tanult, de az első világháború kitörésekor önkéntesnek jelentkezett a hadseregbe. Gránátosezredben harcolt, ám 1914 decemberében megsebesült, és ezután szanitécként szolgálta végig a háborút. Ennek során oroszországi kolerakórházakba is eljutott és bőséges tapasztalatokat szerzett arról, hogy mennyire tehetetlenek voltak az orvosok a kolerás, tífuszos, egyéb hasmenéses betegségek esetén, valamint ha sebészi beavatkozás, amputáció után bakteriális fertőzés lépett fel. 

### A szulfonamidok felfedezése
1918-ban visszatért az egyetemre és 1921-ben letette államvizsgáit és megkapta diplomáját. 1923-tól a Greifswaldi Egyetemen, 1925-től pedig a Münsteri Egyetemen dolgozott patológusként. 1927-től az IG Farben vegyipari konszernnél végzett kutatómunkát Wuppertalban, majd 1929-től a cég új bakteriológiai kutatóintézetében. Itt fedezte fel 1932-ben, hogy az iparban festékanyagként használt szulfanilamid-származék, a prontozil baktériumölő hatással rendelkezik és megvédi a kísérleti állatokat a Staphylococcusok és Streptococcusok egyébként letális fertőzésétől.
Domagk három évig dolgozott az anyagon és eközben kénytelen volt a teszteletlen szert saját lányán is kipróbálni. A hatéves Hildegard egy sterilizálatlan tű miatt streptococcus-infekciót kapott és már az amputáció is felmerült. Domagk a prontozilkezeléssel megmentette a lányát, bár a kezelés helyén maradandó narancsvörös folt maradt a bőrén. A felfedezés közlése után számos országban indult kutatás a prontozil különböző származékainak antibakteriális hatását felderítendő és a penicillin gyártásának megindulásáig a szulfonamidok voltak a baktériumfertőzések elleni harc fő fegyverei. 

### A Nobel-díj
Felfedezéséért 1939-ben Gerhard Domagknak ítélték az az évi orvostudományi Nobel-díjat, amit ő el is fogadott. Azonban, mivel 1935-ben a Nobel-bizottság a nácik ellen harcoló pacifista Carl von Ossietzkynek ítélte a Nobel-békedíjat, a kormány megtiltotta, hogy német állampolgárok elfogadják a kitüntetést. Ezért Domagkot a Gestapo letartóztatta és egy hetet börtönben töltött, míg meg nem írta lemondó nyilatkozatát. A világháború után, 1947-ben átadták neki az érmet és az oklevelet, de pénzdíjat addigra már szétosztották.

### Későbbi kutatásai
A háború után visszatért Wuppertalba, ahol folytatta kutatómunkáját. A prontozilon túl Domagk felfedezte az antibakteriális hatású kvaterner ammóniumvegyületek terápiás alkalmazását. Jelentős eredményeket ért el olyan gümőkór elleni gyógyszerek kutatásában mint a tioszemikarbazonok (Conteben) és az izonikotinsav-hidrazin (Neoteben). Eredményei hozzájárultak a tuberkulózis ellen igazán hatásos szer, az izoniazid kifejlesztéséhez. Rákellenes kutatásokkal, elsősorban a karcinómák kemoterápiás gyógyszereivel is foglalkozott. 

## Elismerései

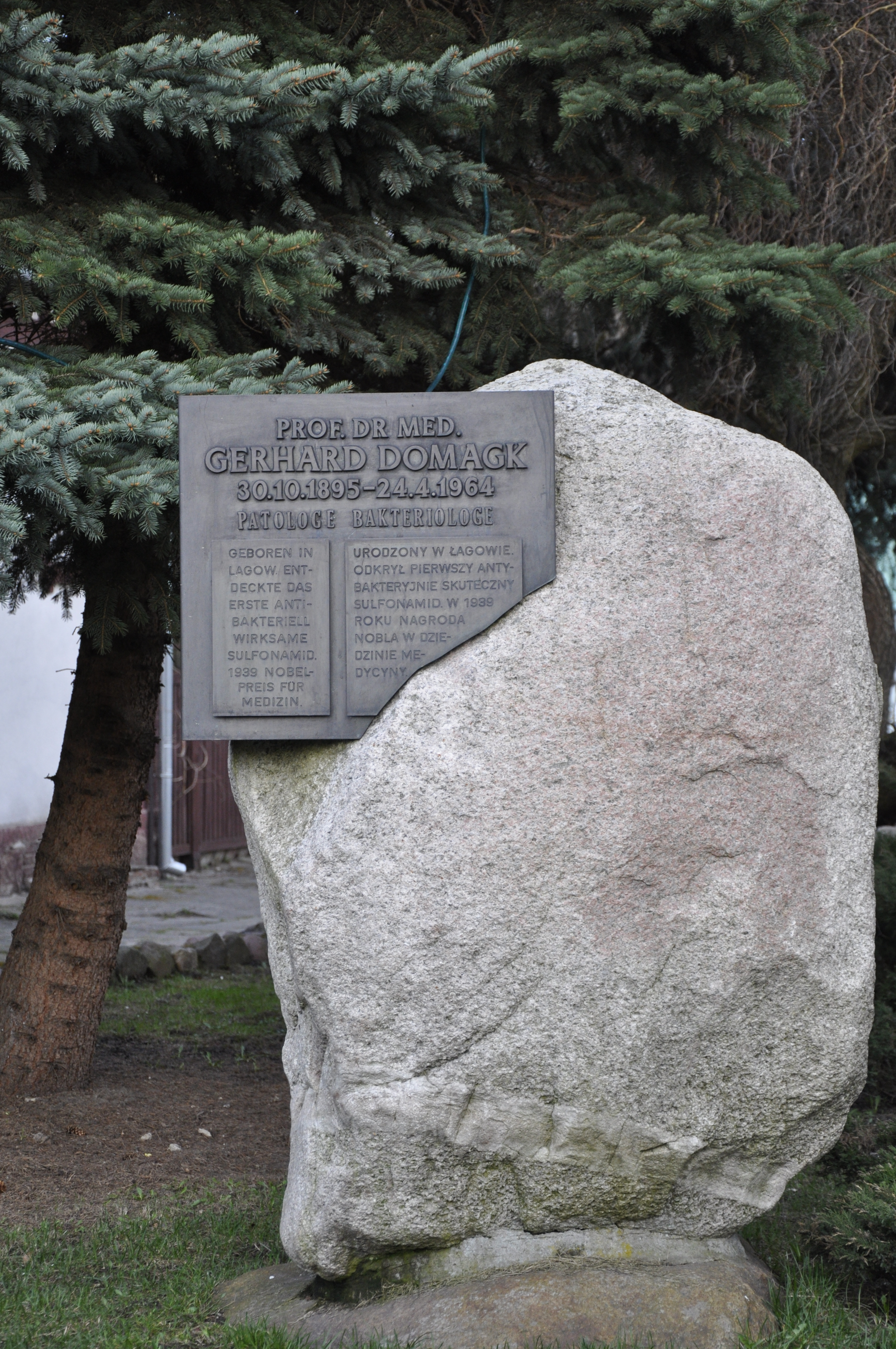
Domagk emléktáblája szülővárosában

Domagkot díszdoktorává választotta Bologna, Münster, Cordoba, Lima, Buenos Aires és Giessen egyeteme. 1941-ben megkapta az olasz Medaglia Paternot és a magyar Klebelsberg-érmet. 1952-ben brit Order of Merit lovagi fokozatát, 1955-ben pedig a spanyol Orden Civil de Sanidad nagykeresztjét kapta meg. 1959-től tagja volt a Royal Societynek. 

## Családja
Gerhard Domagk 1925-ben feleségül vette Gertrud Strübét. Három fiuk (Götz, Wolfgang és Jörg) valamint egy lányuk (Hildegard) született.
Gerhard Domagk 1964. április 24-én halt meg 68 évesen, a feketeerdei Königsfeldhez tartozó Burgbergben. 